# All That Remains
All That Remains («всё, что остаётся»  (англ.)) — американская металкор-группа из Массачусетса.

## История
Американская металкор группа All That Remains образовалась в 1998 г. как сайд-проект Филипа Лабонта, вокалиста Shadows Fall. Компанию Филу составили гитаристы Оли Герберт и Крис Бартлетт, бас-гитарист Дэн Эган и барабанщик Майкл Бартлетт. В 2000 году Лабонте попросили уйти из Shadows Fall, и он решил полностью посвятить себя All That Remains. Использовав все имевшиеся в наличии силы и связи, музыканты принялись вовсю трудиться. Дебютный альбом Behind Silence And Solitude вышел в марте 2002 года. Далее последовали концерты на разогреве у других музыкантов. В 2004 году группу по личным причинам покинули бас-гитарист Эган и гитарист Бартлетт. На их место пришли соответственно Мэтт Дейс и Майк Мартин. В таком составе был записан второй альбом This Darkened Heart, вышедший в марте 2004-го и спродюсированный гитаристом Killswitch Engage Адамом Дуткевичем. Альбом тоже имел маленький успех как и первый, что не помешало группе неплохо гастролировать с новым материалом. Группа выступила на нескольких небольших метал-фестивалях в США.
В 2006 году группа полностью обновила ритм-секцию: её составили барабанщик Шеннон Лукас и бас-гитаристка Джин Сеган. В таком составе был записан третий альбом The Fall Of Ideals, который вышел в июле 2006 г. и неожиданно ворвался в хит-парад Billboard 200 сразу на 75-е место при 13 000 дисков, проданных в первую неделю. The Fall Of Ideals считается самым лучшим альбомом коллектива за всю музыкальную карьеру. Барабанщик Лукас вскоре освободил место для барабанщика Джейсона Коста и с тех пор состав не менялся. На сингл «This Calling» было снято сразу два видеоклипа, один из которых содержал видеоряд из фильма «Пила 3», куда песня вошла как саундтрек. Песня «Six» прозвучала в игре Guitar Hero II. Через год продажи диска превысили 100 000 копий, а сама группа успешно отыграла на фестивалях OzzFest 2006 и Wacken Open Air 2007. В ноябре 2007 года, по итогам успешных гастролей, вышел концертный CD/DVD «All That Remains Live» и включал в себя концерт и фотографии. В начале 2008 года All That Remains отправились в свой первый тур в качестве заглавного артиста, а также приняли участие в Van’s Warped Tour 2008.
Свой четвертый альбом музыканты записали в середине 2008 года с продюсером Джейсоном Сьюкофом. Альбом «Overcome» появился в продаже в сентябре и получил смешанные отзывы. С июня 2009-го группа находилась в туре с God Forbid и Trivium и выступила на многих летних музыкальных фестивалях.
В апреле 2010-го All That Remains засели в студии, где вновь с Адамом Дуткевичем записали свой новый альбом For We Are Many, вышедший в октябре 2010 года и занявший 10-ю строчку хит-парада Billboard 200 при 29 000 проданных в первую неделю дисках. В январе 2011-го группа получила за альбом Overcome высшие Независимые Музыкальные Награды в тяжелых музыкальных направлениях.
25 января 2012 года Фил Лабонте заявил, что группа работает над новым материалом. 21 июня они показали, что их предстоящий шестой студийный альбом называется "A War You Cannot Win" в переводе с англ. «Война, которую вы не можете выиграть» . 13 августа 2012 года Фил выложил на YouTube «Down Through The Ages». All That Remains выпустили обложку альбома к альбому 23 августа. 27 августа на радио вышел первый сингл «Stand Up». 29 августа All That Remains выпустили официальное лирическое видео на «Stand Up». Группа также выпустила бесплатный трек «Down Through the Ages» на своем веб-сайте из альбома A War You Can not Win, который был выпущен 6 ноября 2012 года. 21 октября 2013 года группа выпустила видеоклип на песню «What If I Was Nothing».
В январе 2014 года группа сообщила через свою официальную страницу в Facebook, что они начали писать свой седьмой студийный альбом.  26 июня 2014 года было подтверждено, что группа была в предварительном производстве на своем новом альбоме с продюсером Джошем Уилбуром, который ранее работал с Lamb of God и Gojira.
14 ноября 2014 года вышла первая песня из нового альбома. Песня получила название «No Knock», которая была официально выпущена в цифровых магазинах 24 ноября 2014 года. 20 ноября Фил Лабонте объявил через Facebook, что новый альбом будет называться - "The Order Of Things".
24 сентября 2015 года группа объявила об уходе Джинн Сэган  и о наборе на замену ей басиста, Аарона Патрика, игравшего ранее в Bury Your Dead и Devildriver.
1 августа стало известно что All That Remains записывают свой восьмой альбом в студии Лос-Анджелеса с продюсером Говардом Бенсоном. Фронтмен Фил Лабонте заявил что, новый альбом будет называться "The Order of Things". Филли Лабонт: «Диск, над которым мы сейчас работаем, собирается взорвать умы людей, это вызовет у вас вызов. Есть песни, подобные тем, что мы когда-либо делали раньше».
Новый альбом, официально получивший название "Madness", был выпущен 28 апреля 2017 года. В конце 2017 года группа провела тур по Северной Америке с Alter Bridge.
Девятый альбом "Victim of the New Disease" вышел 9 ноября 2018. Незадолго до этого, 17 октября 2018 умер гитарист и один из основателей группы Оли Хэберт.
На концертах в поддержку нового альбома в качестве сессионного участника Хеберта заменил Джейсон Ричардсон, в разное время игравший в Chelsea Grin, Born of Osiris и All Shall Perish. В январе 2019 стало известно что Ричардсон официально присоединился к группе.

### Музыкальный стиль
«Думаю, с точностью можно сказать, что All That Remains играют металкор, — говорит Филипп Лабонт, вокалист All That Remains. — Мы стараемся охватить различные стили, но при этом оставаться верными себе: мы играем соло, потому что нам это нравится; у нас такая агрессивная ритм-секция, потому что нам нравится так; у нас чистый вокал, потому что мы это любим; в первую очередь мы удовлетворяем свои желания».

### Влияние
Группы которые повлияли на стиль группы: In Flames, Metallica, Megadeth, Slayer, Iron Maiden, Judas Priest, Black Sabbath, Dio, Manowar, Armored Saint, Skid Row, Pantera, Soilwork, At the Gates, King Diamond, Shadows Fall, Killswitch Engage, Hatebreed, Cannibal Corpse, Carcass, Grave, Arch Enemy, Biohazard, Cave In, Coalesce, Agnostic Front и Earth Crisis. Оли Герберт заявил, что его самое большое влияние на гитару - Энди Ларок из King Diamond. Кроме того, он упомянул, что на него оказали большое влияние Джордж Линч, Джон Сайкс и Рэнди Роадс.
Фил Лабонт упомянул, что ему нравятся такие группы как Cannibal Corpse, Carcass, Grave, Metallica, Iron Maiden, Pantera.
Он упомянул через Twitter и Facebook, что он огромный поклонник Bring Me The Horizon, и The Acacia Strain. Он также известен как огромный поклонник неметаллических музыкантов, таких как Сара МакЛаклан, Гарт Брукс, Кэрри Андервуд, Тейлор Свифт, Чарли Рей Джепсен и Скриллекс.

## Состав группы

### Текущие участники
- Филип Лабонт (Philip Labonte) — вокал (с 1998)
- Майк Мартин (Mike Martin) — ритм-гитара (с 2004)
- Джейсон Коста (Jason Costa) — барабаны (с 2006)
- Джейсон Ричардсон (Jason Richardson) — соло-гитара (с 2018)

### Бывшие участники
- Крис Бартлетт (Chris Bartlett) — ритм-гитара
- Дэн Игэн (Dan Egan) — бас-гитара
- Мэтт Дейс (Matt Deis) — бас-гитара
- Джош Вэнн (Josh Venn) — бас-гитара
- Майк Бартлетт (Mike Bartlett) — барабаны
- Джинн Сэган (Jeanne Sagan) — бас-гитара
- Шеннон Лукас (Shannon Lucas) — барабаны
- Оли Хэберт (Oli Hebert) — гитара (умер в 2018)
- Аарон Патрик (Aaron Patrick) — бас-гитара, бэк-вокал (2015-2021)

- Бывшая бас-гитаристка Джинн Саган

- Ритм-гитарист Майк Мартин

## Дискография
Альбомы:
- Behind Silence And Solitude (2002)
- This Darkened Heart (2004)
- The Fall of Ideals (2006)
- Overcome (2008)
- For We Are Many (2010)
- A War You Cannot Win (2012)
- The Order of Things (2015)
- Madness (2017)
- Victim of the New Disease (2018)
- Antifragile (2025)

Синглы:
- Chiron (2008)
- Forever In Your Hands (2009)
- For We Are Many (2010)
- Stand Up (2012)
- No Knock (2014)
- This Probably Won’t End Well (2015)
- Madness (2017)
- Safe House (2017)
- Halo (2017)
- Louder (2017)
- Fuck Love (2018)